# Siedlimowo
Siedlimowo – wieś w Polsce położona w województwie kujawsko-pomorskim, w powiecie mogileńskim, w gminie Jeziora Wielkie.

## Podział administracyjny
Wieś duchowna, własność arcybiskupstwa gnieźnieńskiego, pod koniec XVI wieku leżała w powiecie gnieźnieńskim województwa kaliskiego. W latach 1975–1998 miejscowość administracyjnie należała do województwa bydgoskiego.

## Demografia
Według Narodowego Spisu Powszechnego (III 2011 r.) liczyła 247 mieszkańców. Jest siódmą co do wielkości miejscowością gminy Jeziora Wielkie.

## Historia

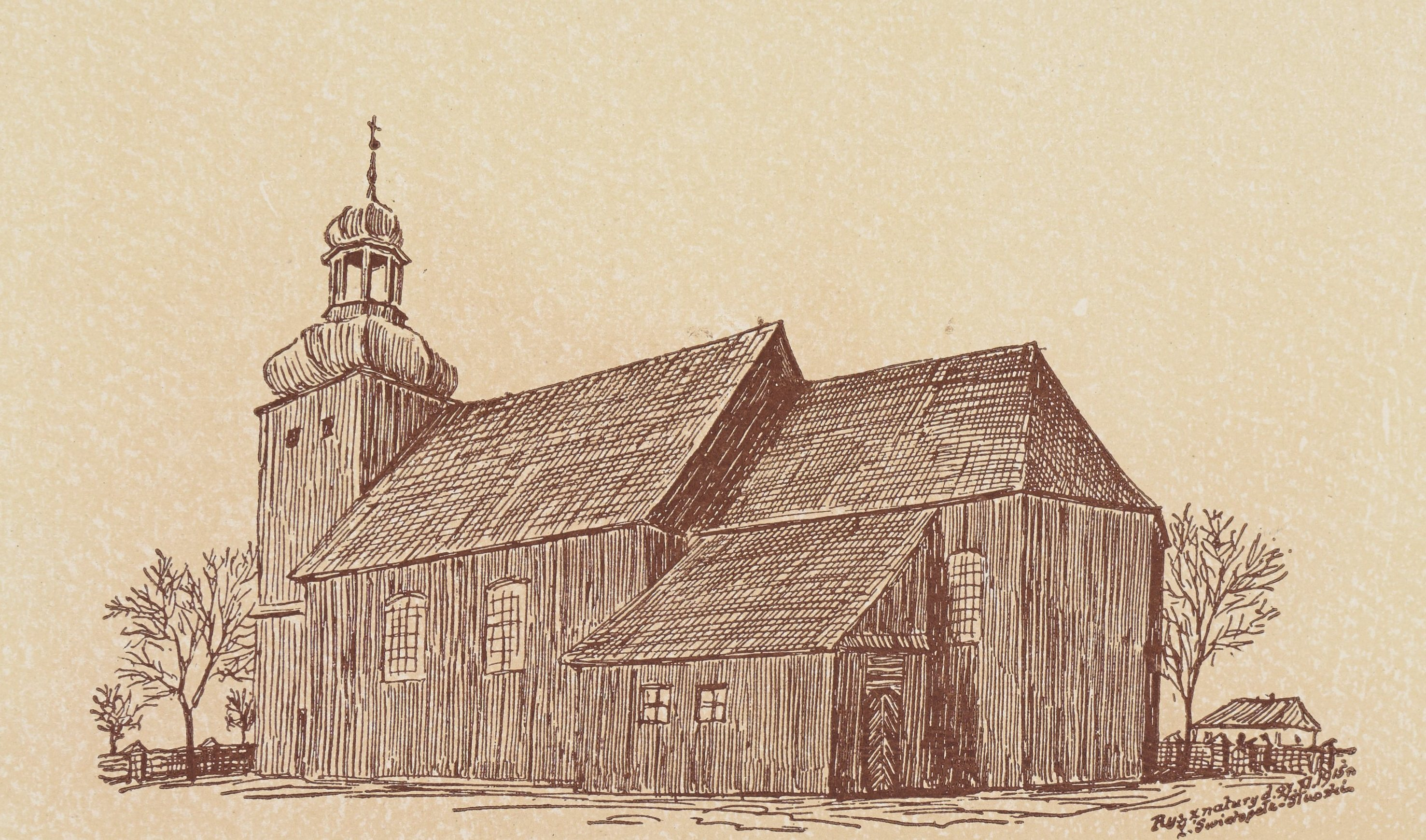
Widok kościoła przed 1917

Pierwsze informacje o wsi pochodzą z 1357 r., kiedy to wymieniono ją w dokumencie Kazimierza Wielkiego.

## Grupy wyznaniowe
Parafia św. Michała Archanioła w Siedlimowie należy do dekanatu strzelińskiego, archidiecezji gnieźnieńskiej.

## Zabytki
Według rejestru zabytków NID na listę zabytków wpisany jest drewniany kościół parafialny pw. św. Michała Archanioła z 1786, nr rej.: A/793z 9.09.1991. Strona internetowa parafii w Siedlimowie: https://parafiasiedlimowo.pl/.